# اس‌جی‌ال کربن
اس‌جی‌ال کربن (انگلیسی: SGL Carbon) شرکت صنایع شیمیایی آلمانی است، که در سال ۱۹۹۲ تأسیس شد.